# 前208年
| 千纪： | 前1千纪 |
| 世纪： | 前4世纪 \| 前3世纪 \| 前2世纪                                                                                         |
| 年代： | 前230年代 \| 前220年代 \| 前210年代 \| 前200年代 \| 前190年代 \| 前180年代 \| 前170年代                               |
| 年份： | 前213年 \| 前212年 \| 前211年 \| 前210年 \| 前209年 \| 前208年 \| 前207年 \| 前206年 \| 前205年 \| 前204年 \| 前203年 |
| 纪年： | 秦二世二年 |

## 大事记

### 中國
- 农历十二月，楚王陳勝被秦少府章邯打敗，至下城父，其車夫莊賈殺陳勝降秦。[1]
- 正月，趙王武臣被李良兵變殺死。趙國將領张耳、陳餘等立赵歇为赵王'，定都信都。
- 項梁率八千人渡過長江，後來增至六、七萬人，駐軍下邳。[1]
- 項梁聽從范增的建議，六月立楚懷王之孫熊心為楚王，用其祖先之名號，亦稱懷王，人定都盱眙。項梁自號為武信君。[1]
- 吳廣率田臧、李歸等圍攻滎陽（今河南滎陽東北古滎鎮），久攻不下。吳廣與田臧意見不合，不久田臧假借陈胜之命杀害吳廣。
- 秦將章邯擊破陳勝後，進兵擊魏王咎於臨濟。齊、楚出兵救魏，章邯大破齊、楚軍於臨濟下，殺齊王田儋及周巿。魏王咎為其民約降，約定，自燒殺。其弟魏豹逃到楚，楚懷王心予魏豹數千人，復徇魏地。齊田榮收其兄儋餘兵，東走東阿，被章邯追擊。齊人聞齊王儋死，乃立故齊王建之弟田假為王，田角為相，角弟田間為將。[1]
- 六月，韓國人張良找到原韓國公子橫陽君韓成，攻占韓國舊地，立為韓王，韓國復國。
- 七月，秦二世聽趙高之言，殺李斯三族，馮去疾及馮劫自殺。以趙高為丞相，政事由趙高決定。[1]
- 八月，田榮擊逐齊王假，假逃到楚，田角逃到趙，在外的田間不敢歸國。田榮乃立儋子田市為齊王，榮為相，田橫為將，平齊地。[1]
- 秦将章邯于定陶(今山东定陶县西北)大败楚军，项梁阵亡。[1]
- 九月，陳勝派大將周章率起義軍主力進攻關中，因孤軍深入，遇秦將章邯反撲，周章陣亡，不久陳勝敗退。
- 魏豹下魏二十餘城，楚懷王心立豹為魏王。[1]
- 後九月，楚懷王心把將軍呂臣、項羽的部隊收歸己有；以沛公劉邦為碭郡首長，封武安侯，將碭郡兵；封項羽為長安侯，號為魯公；呂臣為司徒，其父呂青為令尹。[1]
- 閏九月，章邯破項梁後，北上攻趙，大破之。張耳與趙王歇退守巨鹿城，向楚求援，爆發鉅鹿之戰。[1]
- 楚懷王心任宋義為上將軍，項羽為次將，范增為末將，派遣他們率兵救趙，又遣沛公劉邦西進伐秦。楚懷王心與諸將約：「先入定關中者，王之。」[1]
- 十月，齊將田都叛田榮，助楚救趙。[1]
- 十一月，項羽刺殺宋義，奪取其兵權。[1]
- 十二月，項羽親率二萬精兵進攻秦國王離及章邯，破釜沉舟，一舉擊破了秦軍勇將蘇角的軍團，迫使章邯軍潰退並撤走了對王離軍後背的支援。
- 秦南海郡尉任嚣在這年病故，赵佗接任南海郡尉。

## 出生
- 趙王劉如意

## 逝世
- 田儋，秦末起義諸侯之一，自稱齊王，同年被秦將章邯所敗。
- 李斯，法家代表人（可能前280年出生）。
- 任嚣，秦南海郡尉。
- 魏咎，戰國時代魏國公子，曾於前209年十二月至前208年六月短暫復國。
- 陳勝，秦末農民戰爭大澤鄉起義發起人，在陳縣（今河南淮陽）建立張楚政權。
- 吳廣，秦末農民戰爭大澤鄉起義發起人，在陳縣（今河南淮陽）建立張楚政權。
- 景駒，秦末起義諸侯之一，自稱楚王，同年被項梁派英布所敗。
- 項梁，秦末著名起義軍首領之一，項羽的叔父，在反秦戰爭中為秦將章邯所敗，戰死。